# Kranoúla
Kranoúla (Kranoula) är en ort i Grekland.   Den ligger i prefekturen Nomós Ioannínon och regionen Epirus, i den nordvästra delen av landet, 300 km nordväst om huvudstaden Aten. Kranoúla ligger 545 meter över havet och antalet invånare är 310.
Terrängen runt Kranoúla är kuperad söderut, men norrut är den bergig. Runt Kranoúla är det mycket tätbefolkat, med 1 056 invånare per kvadratkilometer. Närmaste större samhälle är Ioánnina, 10,1 km sydost om Kranoúla. Trakten runt Kranoúla består till största delen av jordbruksmark.